# Joucou
Joucou település Franciaországban, Aude megyében. Lakosainak száma 30 fő (2022. január 1.). Joucou Aunat, Belfort-sur-Rebenty, Belvis, Bessède-de-Sault, Marsa és Rodome községekkel határos.

## Népesség
A település népessége az elmúlt években az alábbi módon változott:
| Lakosok száma | 48   | 25   | 25   | 33   | 36   | 35   | 35   | 32   | 31   | 30   |
|               | 1968 | 1982 | 1990 | 2006 | 2013 | 2015 | 2017 | 2019 | 2020 | 2022 |